# Andreas Käckell
Andreas Käckell (* 29. November 1964 in Kassel) ist ein deutscher Sportjournalist. Er ist Moderator des Sportblocks bei den ARD-Tagesthemen und Leiter des NDR-Sportclubs.
Nach seinem Sport- und Englischstudium an der Georg-August-Universität Göttingen absolvierte er ein Volontariat bei der Hessischen/Niedersächsischen Allgemeinen in Bad Hersfeld. Seit 1990 ist er als Redakteur beim NDR tätig. Er berichtete von zahlreichen sportlichen Großereignissen wie von den Olympischen Sommerspielen 1992 in Barcelona, den Olympischen Sommerspielen 1996 in Atlanta, den Leichtathletik-Europameisterschaften 1998 in Budapest, den Olympischen Sommerspielen 2000 in Sydney und den Leichtathletik-Weltmeisterschaften 2003 in Paris. Aus dem Studio in Peking moderierte er für die ARD  die Sommer-Paralympics 2008.
Käckell ist verheiratet und lebt mit Frau und drei Kindern in Norderstedt.